# Франко Манніно
Франко Манніно (італ. Franco Mannino; 25 квітня 1924, Палермо, Сицилія — 1 лютого 2005, Рим) — італійський композитор, диригент, піаніст, оперний режисер і драматург.
Навчався грі на фортепіано у Ренцо Сільвестрі. Дебютував як піаніст в 16-річному віці. Багато концертував як в Італії, так і в інших країнах (неодноразово в СРСР). З 1941 року виступав як піаніст, а з 1952 року вже як диригент. У 1982—1987 роках був художнім керівником Оркестру Національного центру мистецтв. Писав музику до кінофільмів, зокрема багато років співпрацював з режисером Лукіно Вісконті. Всього написав понад 440 творів.

## Опери
- Vivì (1957)
- «Надія» / La speranza (1970)
- «Давидове коліно» / La stirpe di Davide (1958, Рим)
- «Ночі страху» / Le notti della paura (1960)

«*Диявол в саду» / Il diavolo in giardino (1963)
- «Луїзелла» / Luisella (1962)
- Il quadro delle meraviglie (1962)
- «Портрет Доріана Грея» / Il ritratto di Dorian Gray (з 1973)
- Il principe felice (1987)
- Le teste scambiate (1988)

## Вибрана фільмографія
- 1951 — Найкрасивіша
- 1953 — Осором диявола
- 1954 — Римлянка
- 1956 — Вампіри
- 1960 — Пірат Морган
- 1974 — Сімейний портрет в інтер'єрі
- 1976 — Невинний
- 1979 — Людина на колінах
- 1981 — Убивче безумство